# Parafia św. Michała Archanioła w Holeszowie
Parafia św. Michała Archanioła w Holeszowie – parafia prawosławna w Holeszowie, w dekanacie Terespol diecezji lubelsko-chełmskiej.
Na terenie parafii funkcjonuje 1 cerkiew:
- cerkiew św. Michała Archanioła w Holeszowie – parafialna

## Historia
Pierwsze wiadomości o cerkwi w Holeszowie pochodzą z przełomu XVII i XVIII w., kiedy to pod naciskiem władz państwowych i duchowieństwa katolickiego dochodziło do likwidacji istniejących w Polsce diecezji prawosławnych. Unici nie tylko tworzyli nowe parafie, ale także przejęli większość monasterów i parafii należących do Kościoła prawosławnego. Jednym z propagatorów takiej działalności był Karol Stanisław Radziwiłł, który „założył we wsi należącej do parafii monasteru jabłoczyńskiego Holeszów cerkiew unicką, która miała odciągnąć jej mieszkańców od wiary greckiej”. Ten stan rzeczy potwierdzają brzeskie akta miejskie z 1759, zawierające funduszową zapiskę Karola Stanisława Radziwiłła (wynika z niej, że fundator w 1691 wyznaczył ziemię pod budowę holeszowskiej cerkwi, oddanej do użytku w 1727). Zachowały się informacje o przeprowadzeniu w 1742 kontroli ksiąg metrykalnych parafii holeszowskiej przez unickiego proboszcza z Hanny. Bezpośrednio przed likwidacją unii na południowym Podlasiu, parafia greckokatolicka w Holeszowie liczyła 905 wiernych (według danych z 1872) i należała do dekanatu włodawskiego. W połowie lat 70. XIX w. parafię wraz z cerkwią dołączono do Kościoła prawosławnego (również ówczesny proboszcz dokonał konwersji).
Działalność parafii przerwała I wojna światowa, kiedy to większość wiernych udała się na bieżeństwo, a opuszczona cerkiew spłonęła. Po odzyskaniu przez Polskę niepodległości i powrocie prawosławnych z głębi Rosji, władze państwowe nie zgodziły się na reaktywację holeszowskiej parafii. Mimo to od 1927 zaczęto użytkować ocalałą z pożogi wojennej dzwonnicę, do której dostawiono przybudówkę. Zbudowana w ten sposób cerkiew miała nietypowy układ wnętrza (ołtarz znajdował się bezpośrednio przy dzwonnicy). Ziemię cerkiewną przejęli duchowni rzymskokatoliccy (później Dyrekcja Lasów Państwowych w Siedlcach), a w budynku plebanii urządzono szkołę podlegającą władzom we Włodawie. Mimo wielu petycji kierowanych zarówno do władz państwowych, jak i wojewódzkich (a nawet interwencji metropolity Dionizego), nie wyrażano zgody na utworzenie tzw. „etatowej” parafii w Holeszowie (choć wspólnota prawosławna liczyła w latach 30. około 2000 wiernych).
27 czerwca 1932 przedsoborowa komisja Polskiego Autokefalicznego Kościoła Prawosławnego podjęła decyzję o ponownym erygowaniu parafii św. Michała Archanioła w Holeszowie. Administracja państwowa nie uznała jednak tych postanowień i parafia działała nieoficjalnie. 13 lipca 1938, w ramach akcji polonizacyjno-rewindykacyjnej cerkiew została zburzona. Parafianom udało się uratować tylko niewielką część wyposażenia świątyni, m.in. ikonostas (znajdujący się obecnie w cerkwi we Włodawie), kilka ikon i chorągwi. Od tego czasu nabożeństwa były organizowane w miejscowej szkole (dawnej prawosławnej plebanii).
Po rozpoczęciu akcji „Wisła”, cała prawosławna ludność Holeszowa została w dniach 8–10 czerwca 1947 deportowana (w trakcie przeprowadzanej akcji zginęły we wsi 4 osoby). Od 1958 rozpoczęły się powroty części wysiedlonych na ojcowiznę; ogółem do Holeszowa powróciło około 50 rodzin. Nabożeństwa początkowo odprawiano na cmentarzu, należącym cały czas do Kościoła Prawosławnego, gdzie w latach 70. wzniesiono prowizoryczną kapliczkę. Od 1979 wierni w porze zimowej gromadzili się w prywatnym domu.
Na początku lat 80. parafia podjęła starania o pozwolenie na budowę cerkwi. Początkowo planowano wzniesienie świątyni na cmentarzu. Ostatecznie cerkiew zbudowano na miejscu poprzedniej, rozebranej w 1938. Nowoczesną, murowaną świątynię konsekrowano w 1983, również pod wezwaniem św. Michała Archanioła. W 1989 parafia odzyskała zabytkowy budynek plebanii, w którym od początku lat 20. XX w. mieściła się szkoła.
W latach 90. duchowni z Holeszowa usługiwali również w sąsiedniej parafii św. Dymitra w Janówce.
W 2013 parafia liczyła około 25 rodzin.

## Proboszczowie
- 1876 – ks. Joann Zaleski
- 1906–1915 – ks. Zachariasz Susłoparow
- 1915–1919 – przerwa w działalności parafii (bieżeństwo)
- lata 20. XX w. – o. hieromnich Filaret (Solarski)
- 1930–1934 – ks. Andronik Laszuk
- 1934–? – ks. Stefan Chalimonow
- 1940–1946 – ks. Piotr Weremczuk
- 1947–1958 – parafia nie funkcjonuje
- 1983–1987 – ks. Mikołaj Potapczuk
- 1987–1991 – ks. Leon Anchim
- 1991–1992 – ks. Jerzy Hasiuk
- 1992–1994 – ks. Michał Ciuchaj
- 1994–1995 – ks. Mirosław Łuciuk
- 1997–2000 – ks. Sławomir Kochan
- 2000–2016 – ks. Mirosław Kochan
- od 2016 – ks. Tomasz Łotysz